# جيف بيتس
جيف بيتس (بالإنجليزية: Jeff Betts)‏ (8 مارس 1970 في الولايات المتحدة - ) هو مدرب كرة قدم ولاعب كرة قدم أمريكي في مركز الهجوم. لعب مع Utah Freezz ‏ وFort Lauderdale Strikers (1988–1994) ‏ وميلواكي وايف وArizona Thunder ‏ وPortland Pride ‏ وPortland Pythons ‏ وDallas Sidekicks (1984–2004) ‏.

## وصلات خارجية
- جيف بيتس على موقع قاعدة بيانات كرة القدم.إي يو (الإنجليزية)